# San Pedro Puxtla
San Pedro Puxtla es un distrito del municipio de Ahuachapán Sur del Departamento de Ahuachapán, El Salvador. Tiene una población de 8 749 habitantes según el censo salvadoreño de 2024. Se encuentra a 79 km de la capital su llegada es por la calle que lleva también a Santo Domingo de Guzmán. Para su administración el municipio se divide en 6 cantones, los cuales son: El Cortés, El Durazno, Guachipilín, La Concepción, Pululapa y Texispulco. A 500 metros sobre el nivel del mar, pueblo fundado en 1869 el cual significa Lugar de Mercaderes, o de barrancas húmedas.
| Censo | Población | Cambio | Porcentaje |
| ----- | --------- | ------ | ---------- |
| 2007  | 7 773     | N/D    | N/D        |
| 2024  | 8 749     | 976    | 12.6%      |

## Historia
El 12 de junio de 1824 el pueblo de San Pedro Puxtla quedó incluido como municipio del distrito y departamento de Sonsonate. Por Ley de 30 de septiembre de 1836, esta población se segregó del distrito de Sonsonate y se incorporó en el de Ahuachapán. La Ley de 28 de febrero de 1839, dispuso que San Pedro Puxtla quedaba en lo judicial anexado al distrito de Sonsonate y en lo electoral y administrativo al de Ahuachapán. El 29 de enero de 1859 San Pedro Puxtla se segregó del departamento de Sonsonate y se incorporó en el departamento de Santa Ana.
El alcalde electo para el año de 1863 era el señor don Cesario Raimundo.
Por Ley de 9 de febrero de 1869, se segregó del departamento de Santa Ana y se incorporó en el nuevo de Ahuachapán.

## Toponimia
En náhuat, Puxtla significa: «Donde abunda el moho».